# ان فرانسیس
ان لوید فرانسیس (انگلیسی: Anne Lloyd Francis؛ ۱۶ سپتامبر ۱۹۳۰ – ۲ ژانویه ۲۰۱۱) یک بازیگر و مدل اهل ایالات متحده آمریکا بود.

## فیلمشناسی
از فیلم‌ها یا برنامه‌های تلویزیونی که وی در آن نقش داشته است، می‌توان به پانچو ویا، روز بد در بلک راک، سیاره ممنوعه، به طور کامل، مدرسه اوباش و اراذل، بچه دو صفر و وسوسه شیطانی اشاره کرد.

## مرگ
فرانسیس بر اثر عوارض ناشی از سرطان پانکراس در خانه سالمندان در سانتا باربارا، کالیفرنیا درگذشت.